# Канесе, Хорхе
Хорхе Канесе (исп. Jorge Canese, гуар. Xorxe Kanexe; род. 8 августа 1947, Асунсьон) — парагвайский поэт и прозаик. Сын микробиолога Аркимедеса Канесе и лингвиста Наталии Кривошеин, внук Николая Кривошеина, правнук Григория Кривошеина.
Вслед за отцом получил медицинское образование, окончил Национальный университет Асунсьона (1971), затем стажировался в Университете Буэнос-Айреса. Работал и преподавал на кафедре микробиологии Национального университета.
Дебютировал в печати в журнале Criterio (1966—1977) — важнейшем органе независимой парагвайской литературы в период диктатуры Альфредо Стресснера; как и практически все авторы журнала, на некоторое время вынужден был покинуть страну, жил в Аргентине. Первую книгу стихов, «Ещё поэзия» (исп. Más poesía), опубликовал в 1977 году. Стихи Канесе с самого начала сочетали в себе резкую политическую заострённость с авангардной поэтикой (включая элементы коллажа и визуализации); его третий сборник «Голубка белая, голубка чёрная» (исп. Paloma blanca, paloma negra) был в 1982 году запрещён парагвайской цензурой. С особой силой социально-политическая критика парагвайской жизни выразились в романе Канесе «Драный Стресснер» (исп. Stroessner roto; 1987) и сборнике памфлетов «Апология инвалидного кресла» (исп. Apología a una silla de ruedas; 1995).
Зрелая поэзия Канесе написана на смеси испанского и гуарани с примесью португальского и многочисленными авторскими неологизмами и в силу этого трудна для понимания и перевода. Тем не менее, в Германии вышел сборник его избранных стихотворений «Радость ада» (нем. Die Freude der Hölle; 2014), переводчик которого Леонс Люпетт воспользовался при переводе смесью немецкого и турецкого языков.
Брат — политик Рикардо Канесе, сестра — Марта Канесе Кривошеин (род. 1953), художница.